# Omfartsvejen (Rudkøbing)
 For alternative betydninger, se Omfartsvejen. (Se også artikler, som begynder med Omfartsvejen)
 Omfartsvejen er en to sporet omfartsvej der går vest om Rudkøbing, og er en del af sekundærrute 305 der går fra Lohals til Bagenkop.
Den er med til at lede trafikken uden om Rudkøbing Centrum, så byen ikke bliver belastet af for meget trafik
Vejen forbinder Brovej i nord med Søndre Landevej i syd, og har forbindelse til Brovej, Nørrebro, Schnohrs vej, Spodsbjergvej, Skrøbelev Kirkevej og Vindetorpvej.